# 自由民主党選挙対策委員長
自由民主党選挙対策委員長（じゆうみんしゅとうせんきょたいさくいいんちょう）は、自由民主党に存在する役員職で、国政選挙に関する党の実務を担当する。組織的には、自民党総裁直属の役職である。幹事長・総務会長・政務調査会長と並んで党四役に数えられる（副総裁が置かれている場合は党五役）。

## 概説
かつての自民党の選挙対策は幹事長の下に置かれた総務局の局長以下が幹事長の指揮に基づいて公認権などの選挙実務を実行するところであったが、2006年に総裁になった安倍晋三の下で選挙対策総局となり、局長は事実上党三役に準ずる役職に格上げされた。
さらに福田康夫が総裁となった2007年に選挙対策委員会となり、委員長は総裁直属の役職として正式に幹事長・総務会長・政務調査会長と並ぶこととなって、以降合わせて党四役と呼ばれるようになったが、これは選対実務の統括者に就ける予定の古賀誠が福田総裁誕生への流れを作った党重鎮であったことによる措置と見られる。これにより、従来幹事長が掌握していた選挙実務の権限は選対委員会に奪われる形になった。なお、選対委員会は総裁を本部長とする選挙対策本部の中に選挙対策の実務を統括する部門として置かれたものであり、選対本部は総裁（本部長）のほか、副総裁・幹事長・選対委員長・本部員（30名以内）で構成され、党の総合的選挙対策を樹立することを目的としている。
2009年には衆議院議員の任期が満了するためこの年の総選挙は必至でありながらも党勢が低迷する中、委員長の古賀は当時人気・知名度抜群であった宮崎県知事の東国原英夫に立候補を要請したが、東国原が条件として自身を自民党総裁候補として擁立するよう求めたのに対してあいまいな返答をしたことに党内外から批判が巻き起こり、また前哨戦となる7月の東京都議選で自民党が民主党に大敗したことから、委員長を辞任した（ただし、選対本部長代理に就いて引き続き選挙対策に関わる）。幹事長の細田博之が委員長代行を兼務して引き継いだものの、8月の総選挙における自民党の大敗・野党転落による執行部総退陣の後、もともと古賀の処遇のための措置であった選対委員会はいったん廃止となり、代わって選挙対策局が置かれて党四役体制も三役体制に戻った。しかし、選挙対策委員会は2012年に復活し、再び選対委員長を加えた四役体制になり現在に至っている。

## 歴代の選挙対策委員長等

### 選挙対策総局長
| 代 | 氏名 | 氏名     | 在任期間      | 所属派閥 | 総裁     |
| -- | ---- | -------- | ------------- | -------- | -------- |
| 1  |      | 谷津義男 | 2006年-2007年 | 伊吹派   | 安倍晋三 |
| 2  |      | 菅義偉   | 2007年        | 古賀派   | 安倍晋三 |

### 選挙対策委員長
| 代   | 氏名     | 氏名     | 在任期間      | 所属派閥 | 総裁     |
| ---- | -------- | -------- | ------------- | -------- | -------- |
| 1    |          | 古賀誠   | 2007年-2009年 | 古賀派   | 福田康夫 |
| 1    | 麻生太郎 | 古賀誠   | 2007年-2009年 | 古賀派   |          |
| 代行 |          | 細田博之 | 2009年        | 町村派   |          |

### 選挙対策局長
| 代 | 氏名 | 氏名     | 在任期間      | 所属派閥 | 総裁     |
| -- | ---- | -------- | ------------- | -------- | -------- |
| 1  |      | 二階俊博 | 2009年-2010年 | 伊吹派   | 谷垣禎一 |
| 2  |      | 河村建夫 | 2010年-2012年 | 伊吹派   | 谷垣禎一 |

### 選挙対策委員長（復活）
| 代 | 氏名 | 氏名       | 在任期間      | 所属派閥      | 総裁     |
| -- | ---- | ---------- | ------------- | ------------- | -------- |
| 2  |      | 河村建夫   | 2012年-2014年 | 二階派        | 安倍晋三 |
| 3  |      | 茂木敏充   | 2014年-2016年 | 額賀派        | 安倍晋三 |
| 4  |      | 古屋圭司   | 2016年-2017年 | 二階派        | 安倍晋三 |
| 5  |      | 塩谷立     | 2017年-2018年 | 細田派        | 安倍晋三 |
| 6  |      | 甘利明     | 2018年-2019年 | 麻生派        | 安倍晋三 |
| 7  |      | 下村博文   | 2019年-2020年 | 細田派        | 安倍晋三 |
| 8  |      | 山口泰明   | 2020年-2021年 | 竹下派        | 菅義偉   |
| 9  |      | 遠藤利明   | 2021年-2022年 | 谷垣G         | 岸田文雄 |
| 10 |      | 森山裕     | 2022年-2023年 | 森山派        | 岸田文雄 |
| 11 |      | 小渕優子   | 2023年-2024年 | 茂木派→無派閥 | 岸田文雄 |
| 12 |      | 小泉進次郎 | 2024年        | 無派閥        | 石破茂   |
| 13 |      | 木原誠二   | 2024年-現職   | 無派閥        | 石破茂   |